# Bílá Ostravice
Bílá Ostravice (též Bílá) je potok v Moravskoslezském kraji, který odvodňuje menší oblast na jihu okresu Frýdek-Místek a představuje delší ze dvou zdrojnic řeky Ostravice.

## Popis toku
Bílá Ostravice pramení v nejjižnější části Moravskoslezských Beskyd v nadmořské výšce kolem 710 m jihozápadně od osady Hlavatá při severovýchodním úpatí hory Vysoká (podle kilometráže vodohospodářské mapy jsou východněji položené potůčky, stékající ze severních svahů Čartáku, považovány za pouhé přítoky, i když jsou mnohdy o stovky metrů delší než oficiální tok Bílé Ostravice). Vysokou zasahuje hlavní evropské rozvodí Odra-Dunaj; něco přes kilometr jihozápadním směrem od pramenů Bílé Ostravice tak začíná svůj běh na opačnou stranu Rožnovská Bečva.
Celý následující tok Bílé Ostravice pak směřuje horským údolím zhruba k severovýchodu přes osady Hlavatá, Mezivodí a obec Bílá. Po necelých deseti kilometrech se potok mezi Bílou a Starými Hamry slévá s Černou Ostravicí, čímž vzniká řeka Ostravice.

## Hlavní přítoky
(levý/pravý)
- Slaná (L)
- Velká Smradlavá (P)
- Hutířov (L)